# Бургзінн
Бургзінн (нім. Burgsinn) — громада в Німеччині, знаходиться в землі Баварія. Підпорядковується адміністративному округу Нижня Франконія. Входить до складу району Майн-Шпессарт. Центр об'єднання громад Бургзінн.
Площа — 51,38 км2. Населення становить 2362 ос. (станом на 31 грудня 2020).